# 高屏國際機場
高屏國際機場為韓國瑜在2018年底擔任高雄市市長時的倡議，提議高雄市政府可以與屏東縣政府合作，將屏北機場擴建成為國際機場。
時任高雄市市長韓國瑜提出高屏國際機場的原因是認為高雄國際機場腹地有限，僅桃園國際機場的五分之一且機場跑道長度不夠、還有宵禁，使得小港機場的未來發展受限。時任高雄市觀光局長潘恆旭認為，未來高雄要拓展亞洲航運，發展低成本航空，最好的方法就是把屏東機場和現在未使用的部分供國際红眼航班起降。

## 優點
- 現有兩個機場跑道[2]，但需要再增加長度才足以起降空中巴士A380型。[4]
- 機場東側腹地尚足以擴建機場跑道。[4]
- 機場腹地廣大，可比擬桃園機場[2][5][6]。
- 鄰近六塊厝車站、高屏第二東西向快速公路、農業部農業科技園區管理中心、國道三號、里港砂石車專用道與高雄捷運橘線延伸線。
- 鄰近高鐵延伸屏東後的高鐵屏東車站。[7]
- 讓紅眼航班可就近服務南台灣的旅客。[3]
- 發展南台灣的航空運輸業。[3]

## 缺點
- 屏東南北機場兩條跑道長度均未超過1萬英呎以上，也就是說如747、777、A380等大型飛機要實施降落會有問題；南機場若要擴充的話則因機場位於高屏溪流域兩側的東側，跑道向西邊擴建的空間有限；向東、南延伸則遇到屏東市區，起降更有限制；北機場則有軍用限制的疑慮。[4][8]
- 本身為軍事重地，原本屏東機場民用部分已交還軍方作為反潛機基地使用，若要重新啟用民用部分亦會受到軍民合用機場之限制，反而運用上不如純民用的小港機場有彈性。[4]
- 屏東市原已解除限高，若重新啟用機場勢必又要恢復限高，且屏北機場因航線亦經過屏東及高雄市區而恐與小港機場一樣遇到宵禁問題致無法發展紅眼航班。[9][10]
- 小港機場在有宵禁的狀況下，其班次時段仍有調整增長的空間，並不需要再增蓋新的機場分擔運量。[11]
- 飛航視野受東側的大武山影響，天候不佳時，飛機可能轉降小港機場。[4]
- 高鐵屏東站預定地六塊厝車站位置距離屏北機場並非鄰近，原本屏北機場民用航廈位置位於屏東市郊（屏東市忠孝路699號）而靠近九如鄉，與較靠近屏東市內的六塊厝車站反而是較遠距離，原本位於勝利路的屏南機場位置才是鄰近六塊厝，因此高鐵與機場接駁方面無法達到相輔相成。[12]
- 高雄國際機場已有核定擴建計畫。[13]